# 4606 Saheki
A 4606 Saheki (ideiglenes jelöléssel 1987 UM1) a Naprendszer kisbolygóövében található aszteroida. Tsutomu Seki fedezte fel 1987. október 27-én.